# Makrodetal

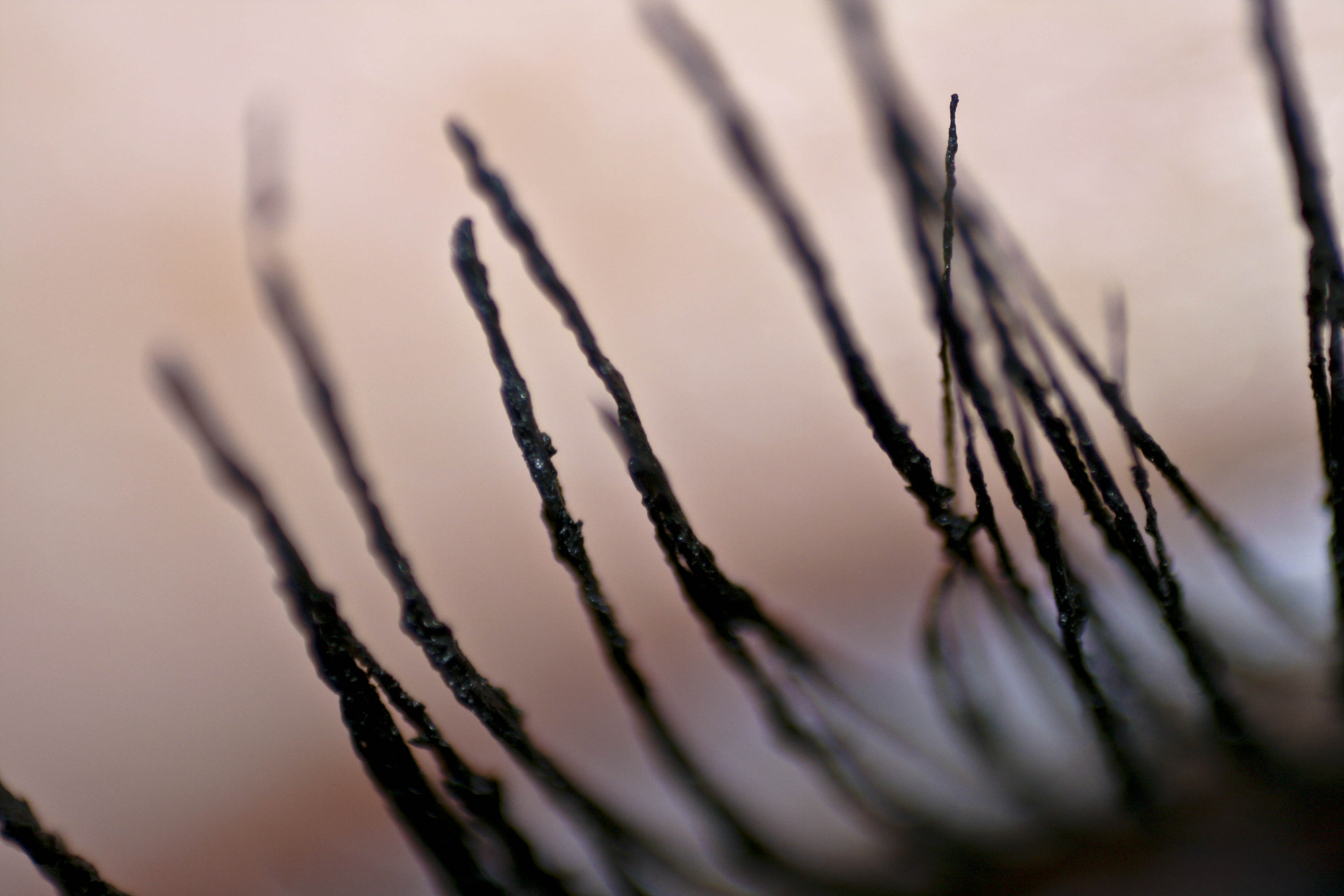
Przykład makrodetalu – rzęsy

Makrodetal – najbliższy z planów filmowych. Ukazuje on niewielki, zazwyczaj niedostrzegalny gołym okiem wycinek rzeczywistości, np. obraz mikroskopowy, wnętrze ludzkiego ciała, albo drobne mechanizmy zegarkowe. Dość rzadko stosowany ze względu na swoją nośność dramaturgiczną, efekt przekroczenia normy wizualnej i trudności realizacyjne.